# إريك بيربوينت
اريك بيربوينت (بالإنجليزية: Eric Pierpoint) هو لاعب كرة قدم وكاتب وممثل أمريكي، ولد في 18 نوفمبر 1950 بريدلاندس في الولايات المتحدة.

## أعمال

### أفلام
- (1997) كاذب كاذب[6]

## وصلات خارجية
- إريك بيربوينت على موقع IMDb (الإنجليزية)
- إريك بيربوينت على موقع أول موفي (الإنجليزية)
- إريك بيربوينت على موقع قاعدة بيانات الأفلام السويدية (السويدية)
- إريك بيربوينت على موقع قاعدة بيانات الفيلم (الإنجليزية)